# Человек без страны
«Человек без страны» (с подзаголовком «Воспоминания о жизни в Америке при Джордже Буше-младшем», в русском издании «Америка разБУШевалась»; англ. A Man Without A Country: A Memoir Of Life In George W Bush's America; 2005) — автобиографическое произведение американского писателя Курта Воннегута.

## Сюжет

### Глава I
О шутках и их уместности. О юморе как об ответной реакции на фрустрацию.
Даже самые простые шутки базируются на еле заметных приступах страха...

### Глава II
О социализме и о войне.
Абрахам Линкольн и Карл Сэндберг были рабочими-самоучками. Сталин, «отменяя» религию, руководствовался высказыванием Маркса «Религия — это опиум (для) народа», в то время как в момент написания фразы (1844) опиумсодержащие вещества были доступными эффективными обезболивающими средствами, и фраза указывает лишь на тот факт, что в бедственных социально-экономических условиях религия приносит народу утешение. На момент написания фразы в США ещё существовал институт рабовладения.
Рассказ о Пауэрсе Хэпгуде, выпускнике Гарварда, наследном владельце консервного завода, отдавшему его рабочим, которые в итоге развалили предприятие (в романе «Рецидивист» подробно описывается этот эпизод).
О собственном творческом пути: выпускник технического факультета становится писателем. Описывается создание «Бойни» (чуть менее подробно, чем во вступлении к ней).

### Глава III
Урок литературного творчества. Избегайте точек с запятой. Визуализация популярного сюжета (вариации на тему резких взлётов и падений). Разбор с этой точки зрения сюжетов Золушки, Франца Кафки, Гамлета. Вывод о гениальности сюжета Гамлета как о сюжете без резких перепадов, то есть правдивых сюжетов, так как в жизни всё так и есть. Мимолётное упоминание защищённой Воннегутом кандидатской диссертации по антропологии после окончания химического факультета.

### Глава IV
Об экологии. Предостережение о скорой неизбежной гибели от истощения Землёй её природных ресурсов.

### Глава V
О семье. Об исчезновении больших семей как о причине распада браков. Пример больших семей: семьи навахо с несколькими сотнями родственников и Джордж и Лора Буш с несколькими сотнями судей, банкиров, юристов. Рассказ о предках Воннегута, американских немцах.

### Глава VI
О луддитах. Рассказ о вреде механизации на примере сравнения дня с пишущей машинкой и бумажной почтой и дня у компьютера.

### Глава VII
О старости Воннегута, смысле жизни, блюзе как средстве от суицида, восприятии войны. Начало разговора о негативе, который США несёт другим странам.
Знаешь, отец, я думаю, что все мы здесь для того, чтобы облегчить друг другу сам процесс путешествия, в чём бы ни заключался его высший смысл.
Именно из этой главы взята эпитафия «Неопровержимым доказательством существования Бога была для него музыка».

### Глава VIII
О гуманизме. Судьбами мира правят гадатели, а не учёные — призыв к стремлению к иному. Продолжение критики США. Рассказ о Игнаце Филиппе Земмельвейсе.

### Глава IX
Рассуждения о современных американских политиках, сравнение их с людьми, описанными клиническим психиатром Херви Клекли в труде «Маска нормальности». Упоминание того, что «Америка, которую я любил, всё ещё жива».

### Глава X
Письма читателей с вопросами о современной политике и экологии и ответы на них.

### Глава XI
Рассказ о недописанном ещё произведении под рабочим-нерабочим названием «Если бы Бог жил сегодня». Телефонный разговор с Килгором Траутом.

### Глава XII
Рассказ о работе Воннегута в агентстве по продаже автомобилей «Сааб» и недостатках тех автомобилей. Возвращение к разговору о юморе. Извинения перед молодыми поколениями за бардак, происходящий сейчас на планете. Призыв радоваться счастливым моментам жизни. Разговор о воображении. Использование точки с запятой и упоминание того, что «любое правило действует в определённых рамках, даже если это самое лучшее правило». Рассказ о художнике-графике Соле Стейнберге, которого Воннегут называет самым мудрым из встречавшихся ему людей.